# Horologium I
Horologium I (DES J0255.4−5406) – galaktyka karłowata będąca galaktyką satelitarną Drodgi Mlecznej. Galaktyka należy do grupy dziewięciu obiektów, których odkrycie ogłoszono w 2015, z których trzy są na pewno satelitami Drogi Mlecznej, a sześć pozostałych jest prawdopodobnymi, ale nie potwierdzonymi galaktykami karłowatymi.
Jest odległa o około 87 tysięcy parseków.